# سپاه محمد پاکستان
سپاه محمد پاکستان (SMP) (اردو: سپاه محمد پاکستان;) یک سازمان شیعه و یک حزب سیاسی سابق در پاکستان بود که در سال ۱۹۹۳ تشکیل شد و توسط رئیس‌جمهور پرویز مشرف در ۱۴ اوت ۲۰۰۱ به عنوان یک سازمان تروریستی ممنوع اعلام شد.

## تاریخ
مولانا مرید عباس یزدانی، رهبر شیعیان، در سال ۱۹۹۳، سپاه محمد پاکستان را تشکیل داد. گمان می‌رود که این سازمان، شاخهٔ مسلح «تحریک جعفریه پاکستان» باشد. مقر آن در تهوکر نیاز بیگ لاهور و رهبر آن غلام رضا نقوی بود که در سال ۱۹۹۶ به زندان افتاد و در سال ۲۰۱۴ آزاد شد. از زمان مرگ او در سال ۲۰۱۶، مشخص نیست که چه کسی این گروه را رهبری می‌کند.

## فعالیت‌ها
قصد اولیهٔ سپاه محمد مورد هدف قرار دادن رهبری فرقه‌ای شبه نظامیان ممنوعه تروریست دیوبندی، «سپاه صحابه» یا «لشکر جنگوی» بود. با این حال، با افزایش متعاقب خشونت علیه شیعیان، تصور می‌شد که این هدف در حال تغییر است.
این جنبش در جوامع مختلف شیعه در پاکستان قدرت زیادی داشت و در شهر تهوکر نیاز بیگ لاهور که اکثریت آن شیعه بود، در دهه ۱۹۹۰ یک «دولت مجازی» را اداره می‌کرد.

## وابستگی‌ها
گفته می‌شود که سپاه محمد با ایران ارتباط دارد.

## شناسایی به عنوان یک سازمان تروریستی
دولت پاکستان در سال ۲۰۰۲، سپاه محمد را در فهرست سازمان‌های تروریستی قرار داد. طبق قوانین ایالات متحده نیز به عنوان یک سازمان تروریستی خارجی طبقه‌بندی شده است و امور مالی آن در سراسر جهان توسط دولت ایالات متحده مسدود شده است.